# Segunda Batalha de Aisne
A Segunda Batalha de Aisne (também conhecida em menor proporção como Terceira Batalha de Champagne) foi uma batalha ocorrida em 1917, na Frente Ocidental durante a Primeira Guerra Mundial.
Foi a principal ação da Ofensiva Nivelle desencadeada pelos franceses durante a guerra. O combate terminou em desastre tanto para o exército da França quanto para o comandante-em-chefe Robert Nivelle, que teve sua carreira arruinada e colaborou para um motim generalizado no exército. Nivelle fomentou seu plano para o Aisne em dezembro de 1916, após substituir Joseph Joffre como comandante-em-chefe do exército francês.